# Васильковский район (Киевская область)
Василько́вский райо́н (укр. Василькі́вський райо́н) — упразднённая административная единица в центре Киевской области Украины.
Административный центр — город Васильков, не входит в его состав.

## География
Площадь — 1 184 км².
Основные реки — Стугна.
Район граничит на севере с Киево-Святошинским, на юге — с Белоцерковским, на западе — с Макаровским и Фастовским, на востоке — с Обуховским районами Киевской области.

## История
Район образован в 1923 году. Район упразднён в 2020 году; разделен между Фастовским, Обуховским и Белоцерковским районами Киевской области.

## Демография
Население района составляет 70 467 человек (данные 2006 года), в том числе в городских условиях проживают около 23 699 человек. Всего насчитывается 70 населённых пунктов.

## Административное устройство
Количество советов:
- поселковых — 4
- сельских — 39

Количество населённых пунктов:
- посёлков городского типа — 4
- сёл — 65
- посёлков сельского типа — 1

## Населённые пункты
Список населённых пунктов района находится внизу страницы

## Достопримечательности
- Памятник Т. Г. Шевченко. Установлен в 1993 г. на одной из центральных площадей города. Монумент отличается «человечностью» — украинский гений изображен не суровым стариком с осуждающим взором, как обычно, а молодым и вдохновленным поэтом, присевшим отдохнуть с книжкой в руках.

«Памятник Шевченко в Василькове» находится по адресу: Васильков, ул. Соборная, 101.
- Памятник декабристам установлен в центре Василькова, на площади перед горсоветом. В 1825 г. в Василькове началось восстание Черниговского полка во главе с декабристами С. Муравьевым-Апостолом и Н. Бестужевым-Рюминым. Восстание было организовано Южным обществом после выступления декабристов на Сенатской площади в Петербурге. Дворяне-декабристы, выступавшие против крепостного права, пытались насильственно свергнуть самодежравие. В Василькове войска повстанцев захватили оружие и полковую казну, после чего двинулись на Белую Церковь, на подступах к которой были разбиты правительственными войсками. Зачинщиков восстания впоследствии казнили. На памятном знаке в Василькове изображены профили пяти казненных декабристов: П. Пестеля, К. Рылеева, С. Муравьева-Апостола, Н. Бестужева-Рюмина, П. Каховского. Авторы памятника: скульптор М. Вронский, архитектор В. Гнездилов.

«Памятник декабристам» находится по адресу: Васильков, ул. Соборная, 56.
- Памятник воинам, погибшим в годы Великой Отечественной войны, установлен в центре Василькова.
- Городище Василев — памятник археологии, X—XIII вв.

Фрагменты земляных валов древнерусского Василева, которые сохранились на холме к западу от собора Антония и Феодосия. Город был основан в 988 году князем Владимиром Великим и изначально назывался его христианским именем. Это была весьма укрепленная крепость с земляными валами и рвами, которая служила опорным пунктом во времена усобиц. Город был захвачен и разрушен монголами в 1240 г. На сегодня ведутся раскопки дворца князя Владимира. Севернее городища расположен фрагмент Змиевых валов.
- Штаб Черниговского полка.  Административное здание нач. XIX в., в котором в 1821 г. размещался штаб Черниговского полка, присоединившийся в 1825 г. к восстанию декабристов. Восставших возглавляли С. Муравьев-Апостол и Н. Бестужев-Рюмин. Восстание было подавлено в течение недели. На площади напротив здания установлен памятник декабристам. Дом двухэтажный, кирпичный, оштукатуренный. Фасад характерен для русского классицизма. Здание неоднократно перестраивалось. Сейчас здесь размещены различные государственные службы, а также музей «Декабристы на Васильковщине», который освещает деятельность Васильковской управы Южного общества декабристов. В частности, сохранилась камера, в которой после ареста находились С. Муравьев-Апостол и М. Бестужев-Рюмин.

«Штаб Черниговского полка» находится по адресу: Васильков, ул. Луначарского, 1.
- Памятник воинам-афганцам

## Известные люди
- Возный, Иван Корнеевич (1907—1985) — полный кавалер Ордена Славы.
- Диптан, Ольга Климентьевна (1912—1998) — дважды Герой Социалистического Труда.
- Козловский, Иван Семёнович (1900—1993) — певец, народный артист СССР.